# Chandler (Arizona)
Chandler is een stad in de Amerikaanse staat Arizona. Het inwonertal is gestegen van 89.862 in 1990 naar 176.581 inwoners in 2000 en 240.595 in 2006. Het was hiermee van de 114e stad in de Verenigde Staten in 2000, gestegen naar de 76e in 2006. De landoppervlakte bedraagt 149,9 km², waarmee het de 115e stad is.

## Demografie

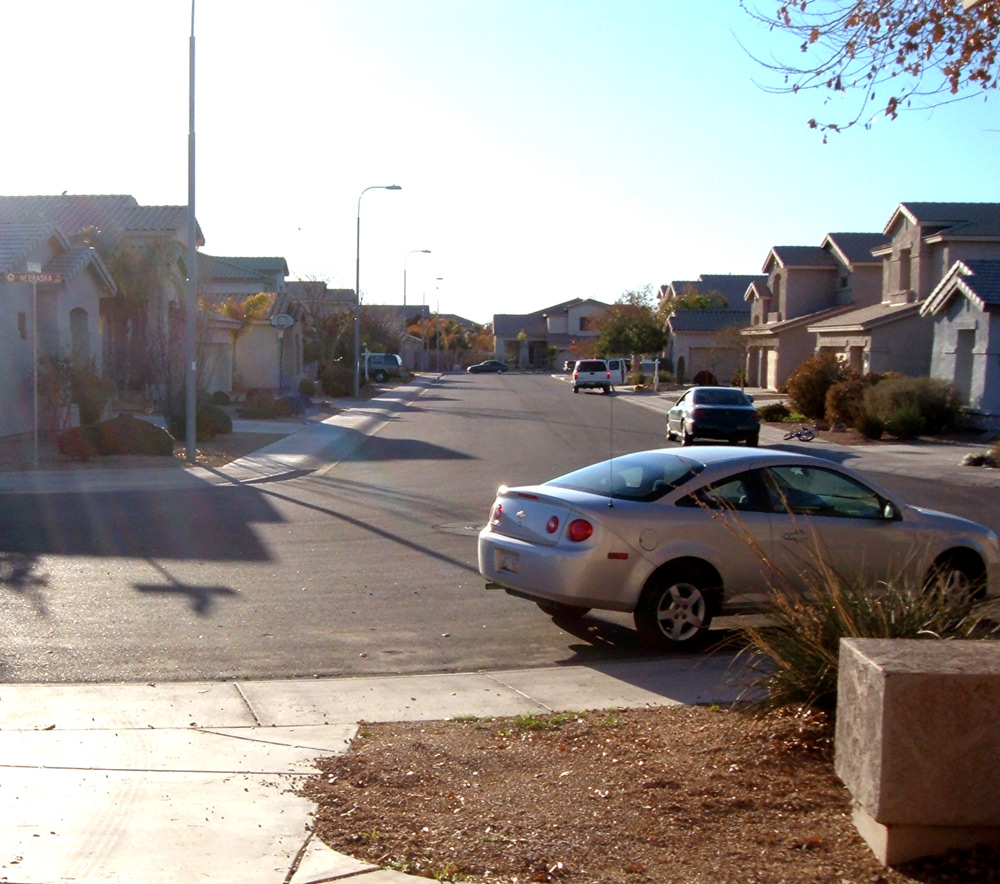
Woonwijk in Chandler

Van de bevolking is 5,8 % ouder dan 65 jaar en bestaat voor 19,3 % uit eenpersoonshuishoudens. De werkloosheid bedraagt 2 % (cijfers volkstelling 2000).
Ongeveer 21 % van de bevolking van Chandler bestaat uit hispanics en latino's, 3,5 % is van Afrikaanse oorsprong en 4,2 % van Aziatische oorsprong.
Het aantal inwoners steeg van 90.703 in 1990 naar 176.581 in 2000.

## Klimaat
In januari is de gemiddelde temperatuur 11,1 °C, in juli is dat 32,3 °C. Jaarlijks valt er gemiddeld 229,6 mm neerslag (gegevens op basis van de meetperiode 1961-1990).

## Plaatsen in de nabije omgeving
De onderstaande figuur toont nabijgelegen plaatsen in een straal van 24 km rond Chandler.

## Geboren
- Shawn Michaels (1965), worstelaar